# Samuel Sánchez (escultura)
L'escultura urbana coneguda pel nom Samuel Sánchez, ubicada al carrer Samuel Sánchez (antic carrer Teniente Coronel Teijeiro), en la seua confluència amb La Losa, a la ciutat d'Oviedo, Principat d'Astúries, Espanya, és una de les més d'un centenar que adornen els carrers de l'esmentada ciutat espanyola.
El paisatge urbà d'aquesta ciutat, es veu adornat per obres escultòriques, generalment monuments commemoratius dedicats a personatges d'especial rellevància en un primer moment, i més purament artístiques des de finals del segle xx.
L'escultura, feta de bronze, és obra d'Antonio Diego Granado, i està datada 2010.
El disseny de l'obra és del mateix autor, realitzat per la constructora Sacyr, que la va donar a l'Ajuntament d'Oviedo, que va decidir, l'1 de juliol de 2010, en Junta de Govern, fer-se càrrec de les despeses de la reproducció de l'obra.
L'escultura, de mida natural representa el gran ciclista local Samuel Sánchez, en el moment de rebre la medalla d'or en els Jocs Olímpics de Pequín. L'estàtua de bronze se situa sobre un baix i circular pedestal. Després de l'estàtua, a la vora d'un espai verd hi ha una placa amb la següent inscripció: SAMUEL SÁNCHEZ (CICLISTA) MEDALLA DE ORO OLIMPÍADA PEQUÍN-2008.